# Gimme, Gimme, Gimme
Gimme, Gimme, Gimme  è una serie televisiva britannica in 19 episodi trasmessi per la prima volta nel corso di 3 stagioni dal 1999 al 2001.
È una sitcom incentrata sulle vicende di due amici che condividono un appartamento a Londra: Tom Farrell, attore gay disoccupato, e Linda La Hughes, donna ossessionata dalle delusioni romantiche.

## Personaggi e interpreti
- Linda (19 episodi, 1999-2001), interpretata da Kathy Burke.
- Tom (19 episodi, 1999-2001), interpretato da James Dreyfus.
- Suze (14 episodi, 1999-2001), interpretata da Beth Goddard.
- Beryl (13 episodi, 1999-2001), interpretata da Rosalind Knight.
- Jez (13 episodi, 1999-2001), interpretato da Brian Bovell.
- Norma (4 episodi, 1999-2001), interpretata da Doña Croll.
- Se stesso (3 episodi, 1999-2001), interpretato da Simon Shepherd.
- Sugar (2 episodi, 1999-2000), interpretato da Elaine Morgan.

## Produzione
La serie, ideata da Jonathan Harvey, fu prodotta da Tiger Aspect Productions e girata nei London Studios a Londra in Inghilterra. Le musiche furono composte da Philip Pope. La canzone del tema musicale è una cover di Gimme! Gimme! Gimme! (A Man After Midnight) degli ABBA.

### Registi
Tra i registi della serie sono accreditati:
- Liddy Oldroyd in 13 episodi (1999-2000)
- Tristram Shapeero in 6 episodi (2001)

## Distribuzione
La serie fu trasmessa nel Regno Unito dall'8 gennaio 1999 al 14 dicembre 2001 sulle reti televisive BBC Two (stagione 1) e BBC One (stagioni 2-3).
Alcune delle uscite internazionali sono state:
- nel Regno Unito l'8 gennaio 1999
- in Slovenia il 27 ottobre 2000
- in Finlandia il 17 dicembre 2001
- in Portogallo il 17 agosto 2002
- in Francia (Gimme, Gimme, Gimme)
- in Italia il giugno 2004 (canale satellitare Canal Jimmy)

## Episodi
| Stagione         | Episodi | Prima TV UK |
| ---------------- | ------- | ----------- |
| Prima stagione   | 7       | 1999        |
| Seconda stagione | 6       | 2000        |
| Terza stagione   | 6       | 2001        |